# هارون تومسون
هارون تومسون (بالإنجليزية: Aaron Thompson)‏ هو لاعب كرة قاعدة أمريكي، ولد في 28 فبراير 1987 في سانتا فيه في الولايات المتحدة.

## وصلات خارجية
- هارون تومسون على موقع دوري كرة القاعدة الرئيسي (الإنجليزية)
- هارون تومسون على موقع دوري أستراليا لكرة القاعدة (الإنجليزية)
- هارون تومسون على موقعبيزبول رفرنس.كوم (الدوري الرئيسي) (الإنجليزية)
- هارون تومسون على موقعبيزبول رفرنس.كوم (الدوري الثانوي) (الإنجليزية)
- هارون تومسون على موقع إي إس بي إن.كوم (أم.أل.بي) (الإنجليزية)
- هارون تومسون على موقع مشجعي الرسوم البيانية (الإنجليزية)